# Вашингтон (окръг, Мериленд)
Вижте пояснителната страница за други населени места с името Вашингтон.
Окръг Вашингтон (на английски: Washington County) е окръг в щата Мериленд, Съединени американски щати. Площта му е 1212 km², а населението – 154 705 души (1 април 2020). Административен център е град Хейгързтаун.